# Hyolitha
Classe
Hyolitha est une classe d'animaux fossiles. Ils étaient communs à l'ère paléozoïque, du Cambrien au Permien,.

## Description
Les hyolithes sont caractérisés par la présence d'un opercule, d'un exosquelette (ou coquille) en forme de cône et, selon les taxons, de deux appendices latéraux désignés sous le terme de « helens »,,,.

## Classification
Les hyolithes ont été d'abord assignés à l'embranchement des mollusques, mais cette classification a été remise en cause et leur position phylogénétique est restée incertaine,,. De plus récentes recherches ont permis de fonder l'hypothèse qu'ils appartiendraient au groupe des Lophophorata,,,. Cependant, aucune preuve n'est venue jusqu'à présent confirmer cette hypothèse.

## Liste des ordres
- † ordre Hyolithida
- † ordre Hyolithomorpha
- † ordre Orthothecida
- † ordre Orthothecimorpha